# Levon Eskenian
 (mars 2018).
Si vous disposez d'ouvrages ou d'articles de référence ou si vous connaissez des sites web de qualité traitant du thème abordé ici, merci de compléter l'article en donnant les références utiles à sa vérifiabilité et en les liant à la section « Notes et références ».
Levon Eskenian, né au Liban en 1978, est un musicien libanais, fondateur du Gurdjieff Ensemble.

## Biographie
En 1996, Levon Eskenian quitte le Liban et part s'installer en Arménie. En 2005, il est diplômé du Conservatoire d'État de Yerevan Komitas où il obtient une maîtrise en piano sous la conduite du professeur Robert Shugarov.
En 2007, il obtient son diplôme de troisième cycle avec comme professeur Willy Sargsyan.
À la fin de ses études au conservatoire, Eskenian s'intéresse à la composition, à l'orgue et à l'improvisation. Il part étudier le clavecin en Autriche et en Italie avec l'organiste anglais Christopher Stembridg.
Levon Eskenian est l'une des figures les plus actives de la vie musicale arménienne. Actuellement directeur de différentes institutions artistiques et d'ensemble — dont le Gurdjieff Ensemble, il a joué à la fois comme soliste et chambriste dans diverses formations allant du début de la musique baroque à la musique contemporaine provenant d'Europe, du Moyen-Orient, de l'Asie et de l'Amérique du Sud.
Eskenian est également à l'initiative de nombreux concerts, lectures, masterclass et festivals en Arménie. Il est le fondateur de la Akna Cultural Society, une ONG dont l'objectif est l'étude de la musique traditionnelle arménienne, allant du début du baroque moderne à aujourd'hui.

## Le Gurdjieff Ensemble
En 2008, il décide de fonder un ensemble musical : le Gurdjieff Ensemble.
Il réunit 10 musiciens de premiers plans, jouant tous des instruments authentique d'Arménie et du Moyen-Orient.

### Music of G. I. Gurdjieff- 2011
En 2011, Levon Eskenian, accompagné de ses musiciens, enregistre un premier album avec le Gurdjieff Ensemble : Music of G. I. Gurdjieff. Pour cet album, il s'inspire des arrangements pour piano de Thomas de Hartmann (en) des compositions originales du professeur spirituel et compositeur Georges Gurdjieff.
Leur premier album sort en 2011 sur le célèbre label de jazz ECM Records, fondé par l'allemand Manfred Eicher. C'est la consécration, l'album Music of G. I. Gurdjieff est acclamé par le public et la presse spécialisée. Il remporte de nombreux prix dont l'award de l' « album de l'année » aux Edison Awards de 2012.

### Komitas - 2015
En 2015, Manfred Eischer, le fondateur d'ECM Records et célèbre contrebassiste de jazz, demande à Eskenian de penser à deux nouveaux projets portés sur le travail et les compositions musicales du prêtre arménien Komitas Vardapet (1869-1935). L'un sera le deuxième album du Gurdjieff Ensemble et l'autre un album co-produit pour la pianiste Lusine Grigoryan.

Dans le making-of de ces enregistrements 4, Levon Eskenian explique son enthousiasme quant à la réalisation de ces projets :
« Dès l'origine de la formation du Gurdjieff Ensemble, j'avais à l'esprit la musique de Komitas. Je savais que je voulais réaliser un arrangements d'instruments authentiques et lorsque l'on a discuté avec Manfred Eicher de notre second album, il nous a suggéré de nous concentrer sur sa musique. J'étais très heureux car son travail m'avait toujours intéressé, avant même qu'Eicher nous en parle. Je me suis donc totalement immergé dans ses compositions. J'ai été étonné de voir comment au piano, avec une telle précision, Komitas a voulu reproduire le son, l'articulation et le rythme de ces instruments originaux. Le résultat est qu'il a composé des morceaux vraiment unique, avec une structure elle aussi très spéciale. C'est ce que l'on a voulu recréer avec ce deuxième opus. »
Les deux albums sont enregistrés en février 2015 à Lugano, en Suisse, au studio Auditorio Stelio Molo RSI. Le premier enregistrements, intitulé sobrement Komitas, est celui du Gurdjieff Ensemble. Il sort quelques mois plus tard, le 2 octobre 2015 sur le label ECM Records.
Le second opus, Komitas: Piano Composition, l'album co-produit par Levon Eskenian pour la pianisite arménienne Lusine Grigoryan, est distribué sur le même label, ECM Records, depuis novembre 2017.
Cet album peut être considéré comme un volume accompagnant au piano l’album Komitas du Gurdjieff Ensemble. En effet, il ne fait pas véritablement parti de la discographie du groupe, mais leurs sessions d'enregistrements communes et leurs compositions musicales en référence à Komitas montrent une certaine cohérence entre ces deux projets.